# アンティグア・バーブーダの首相
アンティグア・バーブーダの首相（アンティグア・バーブーダのしゅしょう、英語: Prime Minister of Antigua and Barbuda）は、アンティグア・バーブーダの行政府の長（首相）である。

## 選出方法
総督が下院の多数党の党首を首相に任命する。

## 歴代首相一覧
本項ではアンティグア・バーブーダの前身にあたる英領アンティグア、アンティグア自治領における行政府の長についても含めている。
斜体の日付は、職務として事実上継続していることを示している。
| 代                           | 肖像                     | 氏名                       | 就任日                   | 退任日                   | 出身党派                       | 備考                     |
| 英領アンティグア主席大臣     | 英領アンティグア主席大臣 | 英領アンティグア主席大臣   | 英領アンティグア主席大臣 | 英領アンティグア主席大臣 | 英領アンティグア主席大臣       | 英領アンティグア主席大臣 |
| ---------------------------- | ------------------------ | -------------------------- | ------------------------ | ------------------------ | ------------------------------ | ------------------------ |
| 1                            |                          | ヴェア・バード             | 1960年1月1日             | 1967年2月27日            | アンティグア労働党             |                          |
| アンティグア自治領首相       |                          |                            |                          |                          |                                |                          |
| 1                            |                          | ヴェア・バード             | 1967年2月27日            | 1971年2月14日            | アンティグア労働党             | 第1次                    |
| 2                            |                          | ジョージ・ウォルター       | 1971年2月14日            | 1976年2月1日             | 進歩労働運動                   |                          |
| 3                            |                          | ヴェア・バード             | 1976年2月1日             | 1981年11月1日            | アンティグア労働党             | 第3次                    |
| アンティグア・バーブーダ首相 |                          |                            |                          |                          |                                |                          |
| 1                            |                          | ヴェア・バード             | 1981年11月1日            | 1994年3月9日             | アンティグア・バーブーダ労働党 |                          |
| 2                            |                          | レスター・バード           | 1994年3月9日             | 2004年3月24日            | アンティグア・バーブーダ労働党 |                          |
| 3                            |                          | ボールドウィン・スペンサー | 2004年3月24日            | 2014年6月13日            | 統一進歩党                     |                          |
| 4                            |                          | ガストン・ブラウン         | 2014年6月13日            | 現職                     | アンティグア・バーブーダ労働党 |                          |